# Paracyatholaimus paucipapillatus
Paracyatholaimus paucipapillatus is een rondwormensoort uit de familie van de Cyatholaimidae. De wetenschappelijke naam van de soort is voor het eerst geldig gepubliceerd in 1955 door Gerlach.